# Anna Branzell
 Anna Lous-Mohr Branzell (* 30. März 1895 in Mandal; † 19. Juli 1983 in Göteborg, Schweden) war eine norwegisch-schwedische Architektin. Sie war die erste Frau, die in Schweden ein Architekturstudium absolvierte.

## Leben und Werk
Branzell wurde im südnorwegischen Mandal geboren und war die Tochter des lutherischen Pastors Olaf Eugen Mohr und Jeanette Lous. Die Familie lebte zunächst in Stavanger, wo der Vater Direktor der Missionsschule war. Einige Jahre später zog die Familie nach Bergen, wo Olaf Mohr Pfarrer der Johanneskirche wurde. Hier besuchte sie die Kathedralschule Bergen.
Durch die Auswirkungen von Scharlach auf ihr Gehör und ihr Gedächtnis konnte sie nicht Medizin studieren. Sie studierte Architektur an der Königlich Technischen Hochschule (KTH) und erhielt 1919 ihren Abschluss. Frauen wurden dort nur nach Erteilung einer Ausnahmegenehmigung zum Studium zugelassen. Agnes Magnell, die ebenfalls Architektur studierte, war die erste, die 1897 eine Erlaubnis erhielt, aber nie ihren Abschluss machte. 
Während ihres Studiums arbeitete Branzell 1917 an dem Buch Svensk trädgårdskonst (Schwedische Gartenkunst) und fertigte unter anderem auch Vermessungen für Schloss Östanå, Schloss Steninge und Schloss Venngarn an. Branzell absolvierte nach ihrem Abschluss ein Praktikum bei den Architekten Gunnar Asplund, Sigurd Lewerentz und Hakon Ahlberg. Danach war sie bei Arnstein Arneberg in Oslo und in New York City beschäftigt und setzte ihr Studium am Massachusetts Institute of Technology (MIT) fort, wo sie den Master of Arts erwarb.
1923 kehrte sie nach Bergen zurück und heiratete am vierten Juli den schwedischen Architekten Sten Branzell, mit dem sie vier Kinder bekam. Zusammen mit ihrem Mann nahm sie 1926 an einem Wettbewerb für eine Trauerkapelle und einen Friedhof in Kviberg, Göteborg, teil, wo sie den zweiten Preis gewannen. Branzell fertigte 1928 zusammen mit Ebba Atterbom auch eine Übersetzung von Andrea Palladios, I Quattro libri dell’architettura (Fyra böcker om arkitektur) an. 
Von 1943 bis 1960 arbeitete Branzell als Architektin im Stadtplanungsamt in Göteborg. Im Laufe der Jahre unternahm sie Studienreisen in die USA und nach Italien. Sie war Mitglied des Schwedischen Architektenverbandes (SAR).
1983 starb sie im Alter von 88 Jahren und wurde auf dem Kviberg-Friedhof begraben, den sie entworfen hatte.

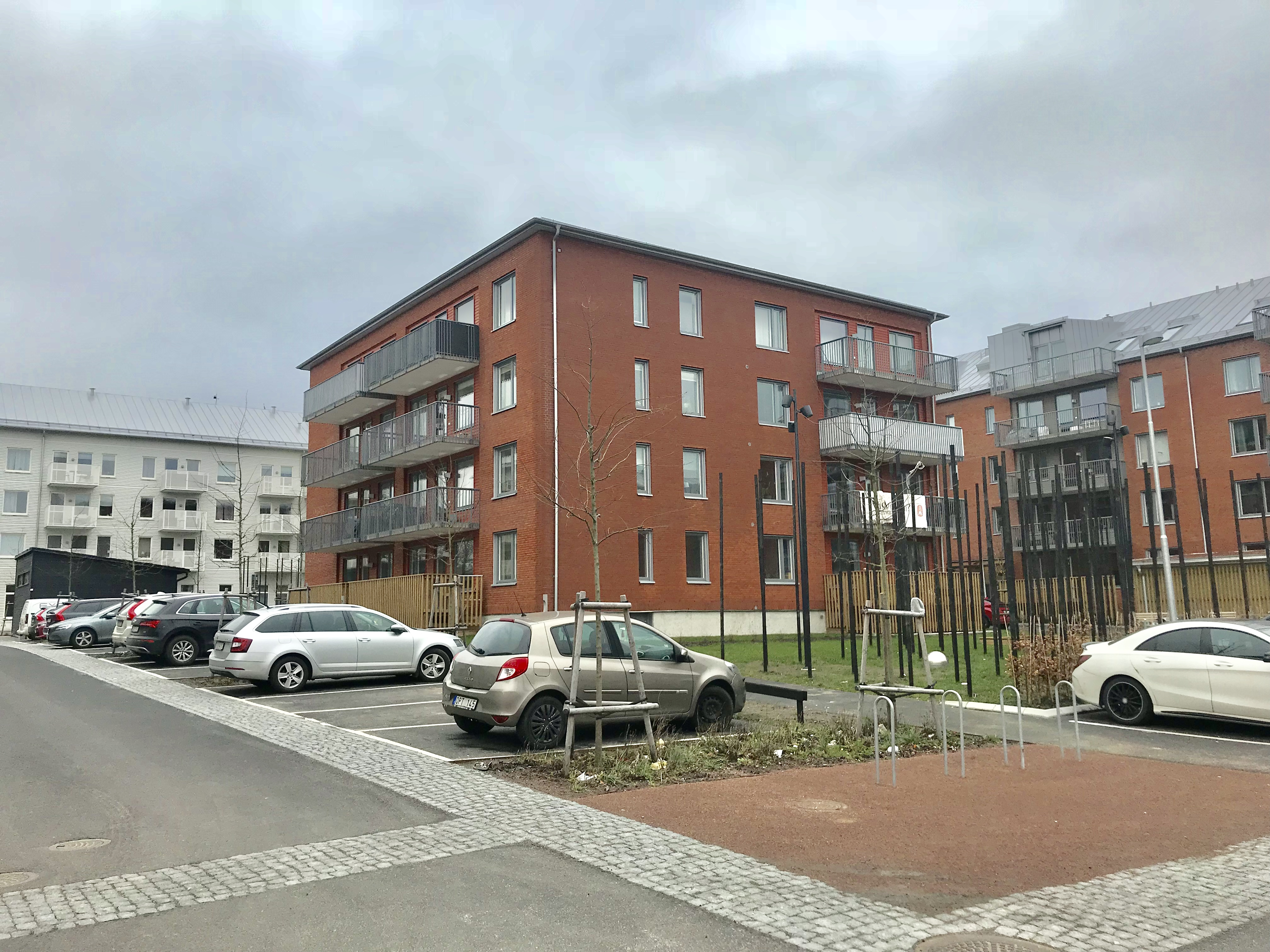
Anna Branzells Gata in Kviberg, Göteborg, 2020

Eine Straße in Göteborg, Anna Branzells gata, wurde nach ihr benannt.